# Comitatul La Paz, Arizona
Comitatul La Paz, conform originalului din engleză, La Paz County (cod FIPS, 04-012), este unul din cele 15 comitate ale statului american Arizona, fiind situat în partea central-estică a statului arizonian. Conform datelor statistice ale recensământului din anul 2000, furnizate de United States Census Bureau, populația sa totală era de 19.715 de locuitori.
Comitatul a fost înființat în 1983, după un vot al locuitorilor săi care au dorit să separe partea nordică a comitatului Yuma de atunci. Sediul comitatului este orașul Parker. Numele comitatului, însemnând pacea în limba spaniolă a fost dat după o localitate, astăzi "fantomă", care a reprezentat o așezare timpurie de-a lungul râului Colorado.
Datorită acestui vot de separare, legislatura statului Arizona a emis ulterior o serie de legi care face orice acțiune de creare a unui nou comitat mult mai dificilă ca înainte.

## Geografie
Conform datelor statistice furnizate de United States Census Bureau, comitatul are o suprafață totală de 11.689 km2 (sau de 4,514 mile patrate), dintre care 11.654 km2 (sau 4,501 square miles) este uscat și doar 0.31 % (34 km2 sau 13 square miles) este apă.

### Comitate învecinate
- Comitatul Mohave, Arizona - nord
- Comitatul Yavapai, Arizona - nord-est
- Comitatul Maricopa, Arizona - est
- Comitatul Yuma, Arizona - sud
- Comitatul Imperial, California - sud-vest
- Comitatul Riverside, California - vest
- Comitatul San Bernardino, California - nord-vest

### Drumuri importante
- Interstate 40
- U.S. Route 60
- U.S. Route 64
- U.S. Route 180
- U.S. Route 191
- State Route 64
- State Route 260
- State Route 264

## Demografie
|  | Graficele sunt indisponibile din cauza unor probleme tehnice. Mai multe informații se găsesc la Phabricator și la wiki-ul MediaWiki. |

Date: Wikidata - grafică realizată de Wikipedia